# Talkeetna
Talkeetna is een plaats (census-designated place) in de Amerikaanse staat Alaska, en valt bestuurlijk gezien onder Matanuska-Susitna Borough.

## Demografie
Bij de volkstelling in 2000 werd het aantal inwoners vastgesteld op 772.

## Geografie
Volgens het United States Census Bureau beslaat de plaats een oppervlakte van
111,3 km², waarvan 107,7 km² land en 3,6 km² water.

## Plaatsen in de nabije omgeving
De onderstaande figuur toont nabijgelegen plaatsen in een straal van 64 km rond Talkeetna.

## Trivia
In 1997 werd de kat Stubbs verkozen tot burgemeester van het stadje Talkeetna, uit ontevredenheid over de plaatselijke politici. Sindsdien was deze kat een toeristische trekpleister. Op 21 juli 2017 overleed Stubbs.